# Patricia Owens
Patricia Owens (* 17. Januar 1925 in Golden, British Columbia, Kanada; † 31. August 2000 in Lancaster, Kalifornien, USA) war eine amerikanische Schauspielerin.

## Leben
Ihr Filmdebüt gab sie 1943 mit Miss London Ltd. Doch ihre erste größere Rolle spielte sie erst 1957 an der Seite von James Mason und Joan Fontaine in Heiße Erde. Im selben Jahr erhielt sie die weibliche Hauptrolle in Sayonara als Partnerin von Marlon Brando. Ein Jahr später hatte sie einen großen Erfolg in dem Horrorfilm Die Fliege. Außerdem sah man sie neben Robert Taylor und Richard Widmark in dem Western Der Schatz des Gehenkten. Am Ende der 1950er Jahre war die Künstlerin auch in TV-Produktionen, wie Rauchende Colts, Perry Mason und zuletzt 1968 in Lassie, zu sehen. Im Jahr 1958 wurde sie für den Laurel Award nominiert.
Patricia Owens war mit dem Drehbuchautor Sy Bartlett verheiratet. Ihr Vater Arthur Owens war Doppelagent für den Security Service im Zweiten Weltkrieg.

## Filmografie (Auswahl)
- 1943: Miss London Ltd.
- 1950: Das doppelte College (The Happiest Days of Our Life)
- 1952: Ghost Ship
- 1953: Die Ritter der Tafelrunde (Knights of the Round Table)
- 1954: Vier bleiben auf der Strecke (The Good Die Young)
- 1957: Fenster ohne Vorhang (No Down Payment)
- 1957: Heiße Erde (Island in the Sun)
- 1957: Sayonara
- 1958: Der Schatz des Gehenkten (The Law and Jake Wade)
- 1958: Die Fliege (The Fly)
- 1958: Strich durch die Rechnung (The Gun Runners)
- 1959: Fünf Tore zur Hölle (Five Gates to Hell)
- 1959: Tausend Berge (These Thousand Hills)
- 1960: Aus der Hölle zur Ewigkeit (Hell to Eternity)
- 1961: Die X-15 startklar (X-15)
- 1961: Flucht aus der Hölle (Seven Women from Hell)
- 1965: Tanz auf dem Drahtseil (Walk a Tightrope)
- 1965: Schwarze Sporen (Black Spurs)